# Gliese 674
Gliese 674 (GJ 674 / CD-46 11540 / LHS 449) es una estrella cercana al sistema solar, a solo 14,8 años luz de distancia, situada en la constelación de Ara. En 2007 se anunció el descubrimiento de un planeta extrasolar alrededor de esta estrella.
Gliese 674 es una enana roja de magnitud aparente +9,36, por lo que no es visible a simple vista. De tipo espectral M2.5-3.0V, anteriormente fue catalogada como una posible estrella subenana de tipo K5. Su masa estimada es de 0,35 masas solares y su radio equivale aproximadamente al 41 % del radio solar. Con una temperatura superficial de 3600 K, su luminosidad bolométrica es apenas el 1,6 % de la luminosidad solar. Se piensa que es mucho más joven que el Sol, con una edad de 550 ± 450 millones de años.
Su período de rotación es de 34,8 días, valor obtenido al observar el movimiento de una mancha estelar. La abundancia de hierro en relación con el hidrógeno es un 52 % de la que presenta el Sol.
La estrella conocida más cercana a Gliese 674 es Gliese 682, enana roja a 1,8 años luz de distancia.

## Sistema planetario
El planeta, designado Gliese 674 b o GJ 674 b, tiene una masa mínima inferior a la de Neptuno o Urano, y orbita muy cerca de la estrella, a una distancia de solo 0,039 UA. En consecuencia, su período orbital es muy corto, de apenas 4,6938 días. La excentricidad de la órbita (ε = 0,2) es similar a la de Mercurio. Gliese 674 b fue descubierto utilizando el espectrógrafo HARPS instalado en el telescopio de la ESO en La Silla, Chile.
| Acompañante (En orden desde la estrella) | Masa (MJ) | Período orbital (días) | Semieje mayor (UA) | Excentricidad |
| ---------------------------------------- | --------- | ---------------------- | ------------------ | ------------- |
| Gliese 674 b                             | > 0,037   | 4,6938 ± 0,007         | 0,039              | 0,2 ± 0,02    |